# Kościół św. Marii Magdaleny w Warszawie
Kościół świętej Marii Magdaleny – zabytkowy kościół w Warszawie. Znajduje się na osiedlu Wawrzyszew, w dzielnicy Bielany. 
Jest to kościół filialny parafii św. Marii Magdaleny na Wawrzyszewie, należącej do dekanatu bielańskiego archidiecezji warszawskiej.

## Historia
Świątynia została wzniesiona w latach 1543−1558. W XVIII wieku została przedłużona nawa główna. W 1830 roku do kościoła została dostawiona kruchta. W 1870 roku została dobudowana zakrystia. 
W latach 1959−1960 budowla została gruntownie wyremontowana. Prace polegały na ponownym otynkowaniu kościoła, wymalowaniu wnętrza, pozłoceniu ołtarzy oraz założeniu instalacji elektrycznej. 
W 1965 roku świątynia została wpisana do rejestru zabytków. 

## Wyposażenie
Do wyposażenia świątyni należą m.in. ołtarz główny z XVIII wieku, chrzcielnica z XVIII wieku, obrazy olejne z XVIII wieku, krucyfiksy z XVIII wieku, Kamienna kropielnica, żyrandol flamandzki z 1894 roku.